# مسابقات کاراته قهرمانی جهان ۱۹۷۲
مسابقات کاراته قهرمانی جهان ۱۹۷۲، دومین دوره مسابقات کاراته قهرمانی جهان بود که به میزبانی پاریس، فرانسه از ۲۱ تا ۲۲ آوریل ۱۹۷۲ برگزار شد.

## مدال‌آوران
| رویداد              | طلا                          | نقره                           | برنز                     |
| ایپون (امتیاز کامل) | Luiz Tasuke Watanabe · برزیل | Billy Higgins · بریتانیای کبیر | Ištvan Šipter · یوگسلاوی |
| ایپون (امتیاز کامل) | Luiz Tasuke Watanabe · برزیل | Billy Higgins · بریتانیای کبیر | Guy Sauvin · فرانسه      |
| تیمی                | فرانسه                       | ایتالیا                        | بریتانیای کبیر           |
| تیمی                | فرانسه                       | ایتالیا                        | سنگاپور                  |

## جدول مدال‌ها
| رتبه           | کشور           | طلا | نقره | برنز | مجموع |
| -------------- | -------------- | --- | ---- | ---- | ----- |
| ۱              | فرانسه         | ۱   | ۰    | ۱    | ۲     |
| ۲              | برزیل          | ۱   | ۰    | ۰    | ۱     |
| ۳              | بریتانیای کبیر | ۰   | ۱    | ۱    | ۲     |
| ۴              | ایتالیا        | ۰   | ۱    | ۰    | ۱     |
| ۵              | سنگاپور        | ۰   | ۰    | ۱    | ۱     |
| ۵              | یوگسلاوی       | ۰   | ۰    | ۱    | ۱     |
| مجموع (۶ کشور) | مجموع (۶ کشور) | ۲   | ۲    | ۴    | ۸     |